# 烏重胤
烏 重胤（う ちょういん、761年 - 827年）は、唐代の軍人。字は保君。

## 経歴
河東の将の烏承玼の子として生まれた。はじめ潞州の牙将となった。元和年間、王承宗が反乱を起こすと、官軍の討伐を受け、昭義軍節度使の盧従史が軍を出したが、ひそかに反乱軍と通謀していた。ときに神策行営の吐突承璀は盧従史の軍と近い位置にいたため、重胤と謀って、盧従史を帳下で捕縛した。この日、重胤が潞州に戒厳を布くと、潞州の軍であえて動く者はいなかった。憲宗がその功を賞賛し、重胤は潞州大都督府左司馬に任じられ、懐州刺史に転じ、河陽三城懐州節度使を兼ねた。張掖郡公に封じられた。淮西の呉元済を討つにあたって、重胤は前線に動員された。官軍が淮西を討つこと三年、重胤は李光顔と前後呼応して戦い、大小百余戦して、呉元済を破った。検校尚書右僕射を加えられ、司空に転じた。邠国公に進封された。
元和13年（818年）、重胤は鄭権に代わって横海軍節度使となった。重胤は景州を廃止して弓高県とし、帰化県を廃止して徳州に編入するよう上奏して聞き入れられた。
長慶元年（821年）、成徳軍の王廷湊や盧龍軍の朱克融が反乱を起こすと、重胤は深州に軍を駐屯させたが、官軍の配置が時宜を失しており、反乱軍側を優位とみなして、軽々しく進軍させることはできないと、情勢を観望していた。穆宗は反乱鎮圧を急いで、重胤に代えて杜叔良を横海軍節度使に任じた。重胤は検校司徒となり、興元尹を兼ね、山南西道節度使をつとめた。長慶2年（822年）、長安に召還されて、本官のまま天平軍節度使・鄆曹濮等州観察等使となった。大和元年（827年）、李同捷が滄州に拠り、父の李全略の横海軍節度使の位を世襲したいと請願し、朝廷は聞き入れなかったが、兗海節度使に転じた。重胤は太子太師・同中書門下平章事を加えられ、滄景節度使を兼領した。11月丙申、重胤は死去した。享年は67。太尉の位を追贈された。諡は懿穆といった。
子の烏漢弘が後を嗣ぎ、左領軍衛将軍となった。

## 伝記資料
- 『旧唐書』巻161 列伝第111
- 『新唐書』巻171 列伝第96